# بین‌المللی‌سازی
میان‌کشوری‌سازی یا بین‌المللی‌سازی (انگلیسی: Internationalization)در اقتصاد به فرایند افزایش مشارکت بنگاه در بازارهای بین‌المللی گفته می‌شود. گرچه هیچ تعریف مورد تفاهمی در مورد بین‌المللی سازی وجود ندارد. چندین نظریه بین‌المللی سازی تدوین شده که توضیح می‌دهند چرا فعالیت‌های در سطح بین‌المللی وجود دارد.
فهرست نظریات تجارت که دلیل این موضوع را بررسی کرده‌اند به شرح زیر است:
- مزیت هزینه ای مطلق (آدام اسمیت، ۱۷۷۶)
- مزیت هزینه‌ای نسبی (دیوید ریکاردو، ۱۸۱۷)
- مدل گرانشی بازرگانی (والتر ایسارد، ۱۹۵۴)
- مدل هکشر-اوهلین (الی ههکشر، ۱۹۶۶ و برتیل اوهلین، ۱۹۵۲)
- متناقض‌نما یا پاردوکس لئونتیف (واسیلی لئونتیف، ۱۹۵۴)
- فرضیه لیندر (استفان بورنستام لیندر، ۱۹۶۱)
- نظریه مکان
- نظریه شسکت بازار یا عدم کمال بازار (استفان هایمر، ۱۹۷۶، چالرز دی کیندلبرگر، ۱۹۶۹ و ریچارد ای کیوز، ۱۹۷۱)
- نظریه نوین تجارت
- مدل حالات مشخص

فهرست نظریات سنتی در این زمینه به شرح زیر است:
- مدل الماس (مایکل پورتر)
- نشر نوآوری (راجرز، ۱۹۶۲)
- پارادایم التقاطی دانینگ (جان اچ دانینگ)
- نظریه سرمایه‌گذاری مستقیم خارجی
- نظریه مزیت انحصاری (استفان هیمر)
- رویکرد غیر-قابل دستیابی بودن(Non-availability approach)(اروین بی کراویس، ۱۹۵۶)
- نظریه شکاف فناوری تجارت (مایکل پوسنر)
- مدل آپسالا

نظریات مرتبط دیگر به این شرح است:
- نظریه اقضایی
- نظریه قرارداد
- نظریه صرفه مقیاس
- نظریه درونی سازی(Internalization theory)(پتر جی باکرلی و مارک کاسون، ۱۹۷۶، روگمن ۱۹۸۱)
- هزینه چرخه عمر محصول
- نظریه هزینه تراکنش
- نظریه رشد بنگاه (ادیث پنروزه، ۱۹۵۹)